# Spaso
SPASO właściwie Bartłomiej Spasowski (ur. 6 kwietnia 1982 we Wrocławiu) – kompozytor i producent muzyczny, sound designer, producent CGI, reżyser, DJ. Współproducent projektu muzycznego Kanał Audytywny. Założyciel projektu audiowizualnego d0m. Członek kolektywu producencko dj’skiego 2much. Kompozytor muzyki filmowo – reklamowej. Spasowski współpracował z takimi artystami, jak: L.U.C., Rahim, Lilu, Maria Peszek, Leszek Możdżer, Natalia Grosiak, Zgas, dj Patrisia, Jacek Dojwa, Agim Dżeljilji i Oshibarack, Ju ghan, Karol Rakowski, Ńemy, Ania Karwan, Łukasz Ziętek, Florian Malak, Jen Sheroky, Radek Bednarz „Bond” i Miloopa, Fat Burning Step & Maria Payne, Eklektik Session, Pokahontaz, Brave Festival, Awake Project, Przegląd Piosenki Aktorskiej, Juice.

## Dyskografia
Albumy:
- 2003 – Kanał Audytywny – Spasoasekuracja
- 2004 – Kanał Audytywny – Płyta skirtotymiczna
- 2005 – Kanał Audytywny – Neurofotoreceptoreplotyka jako magia bytu
- 2017 – d0m – estic

Utwory:
- L.U.C. – Haelucenogenoklektyzm. Przypowieść o zagubieniu w czasoprzestrzeni (2006, Kayax, gościnnie)[20]
- Młodzik – Laboratorium (2006, Qulturap/Rockers Publishing, miksowanie)[21]
- Lilu – LA (2008, MaxFloRec, produkcja)[22]
- L.U.C – Planet L.U.C Energocyrkulacje (2010, EMI Music Poland, produkcja)[23]

## Teledyski
- L.U.C. feat. Spaso – „Pomiędzy Wszystkim” (2006, reżyseria: Krzysztof Gawalkiewicz, L.U.C)
- Lilu feat. Spaso – „Tikatukatam” (2009, reżyseria: Rebecca Graumann)
- Fat Burning Step – „Tong” (2011, reżyseria: spaso)
- Miloopa – „Time” – (2011, reżyseria: spaso)
- Gooral i Maciej Szymonowicz – „Pokochali” (2018, reżyseria: spaso)[24]

## Nagrody i wyróżnienia
- 2005 – Nominacja do Fryderyka – Kanał Audytywny – Neurofotoreceptoreplotyka jako magia bytu[25].
- 2005 – Nominacja do Ślizgerów – Kanał Audytywny.
- 2005 – Nominacja do Brylantów Dolnośląskich – Kanał Audytywny[26].
- 2019 – Nagroda w kategorii Original Music na festiwalu Cyclope Asia[27].